# 小紫果槭
小紫果槭（学名：Acer cordatum var. microcordatum）为槭树科槭属下的一个变种。

## 扩展阅读
- 維基物種上的相關：小紫果槭